# Nobuyuki Aihara
Nobuyuki Aihara (jap. 相原信行 Aihara Nobuyuki;  ur. 16 grudnia 1934 w Takasaki, zm. 16 lipca 2013 tamże) – japoński gimnastyk sportowy. Wielokrotny medalista olimpijski.
W drugiej połowie lat 50. miał pewne miejsce w japońskiej drużynie gimnastycznej. W drużynie zdobył dwa medale igrzysk olimpijskich, srebro w 1956 i złoto cztery lata później. Specjalizował się w ćwiczeniach wolnych, wywalczył dwa medale olimpijskie. Był także mistrzem świata w tej konkurencji w 1962.

## Starty olimpijskie (medale)
Melbourne 1956
- drużyna, ćwiczenia wolne – srebro

Rzym 1960
- drużyna, ćwiczenia wolne – złoto